# Taimiria
Taimiria o Taymiria (en ruso: Таймырия, Taymyriya) —oficialmente, Ókrug autónomo dolgano-nenets del Taymyr (en ruso: Таймы́рский Долга́но-Не́нецкий автоно́мный о́круг, Taymyrski Dolgano-Nénetski avtonomny ókrug)—  fue un antiguo sujeto federal de Rusia, un ókrug (distrito autónomo) dependiente del krai de Krasnoyarsk. Era el sujeto federal más septentrional de la Rusia continental (y de Asia) y llevaba el nombre de la península de Taymyr, que suponía la mayor parte de su territorio. También fue llamado ókrug autónomo de Dolgano-Nenetsia (Долгано-Ненецкий автономный округ), por el nombre de los pueblos indígenas originarios dolganos y nenezos que vivían y viven en él.
Con una superficie  de 826 100 km² —la cuarta mayor división administrativa de Rusia— y una población de 39 786 hab. (censo de 2002), el ókrug autónomo era una de las zonas menos pobladas de Rusia en 2006. Su capital, Dudinka, concentraba más de la mitad de los habitantes de Taymyria.
Tras un referéndum sobre el tema celebrado el 17 de abril de 2005, los okrugs autónomos dolgano-nenets de Taymir y de Evenk se fusionaron en el krai de Krasnoyarsk el 1 de enero de 2007.
Taymyria recibió un estatus especial dentro del krai de Krasnoyarsk y se incorporó como Distrito dolgano-nenets del Taymyr. Dudinka sigue siendo su capital y Taymiria es la única costa que tiene el krai de Krasnoyarsk en el océano Ártico. 
- Datos: Q216301
- Multimedia: Taymyria / Q216301